# Chaetovoria antennata
Chaetovoria antennata is een vliegensoort uit de familie van de sluipvliegen (Tachinidae). De wetenschappelijke naam van de soort is voor het eerst geldig gepubliceerd in 1920 door Villeneuve.